# 相川浩
相川 浩（あいかわ ひろし、1933年〈昭和8年〉7月6日 - 2003年〈平成15年〉11月27日）は、日本のフリーアナウンサー。元NHKアナウンサー。神奈川県横須賀市出身。

## 来歴・人物
東京都立西高等学校、東京経済大学経済学部卒業後、1957年4月にNHK入局。帯広局→山口局→大阪局を配属後、1970年に東京アナウンス室に着任。『NHK紅白歌合戦』総合司会（1975年 - 1978年）、夏の紅白とも称される『思い出のメロディー』、『ゲーム ホントにホント?』（1975年 - 1976年）、『お国自慢にしひがし』（1976年 - 1978年）などの看板番組を担当した。『思い出のメロディー』では通算12回司会を担当、司会の最多記録となっている。
チーフアナウンサーから理事待遇エグゼクティブアナウンサーまで昇進する。
1991年7月にNHKを定年退職してフリーに転じ、1991年10月から日本テレビ『NNNニュースプラス1』のメインキャスターを徳光和夫の後任として1992年9月まで1年間担当した。また、『NNNニュースプラス1』担当終了後は、埼玉県新座市の十文字学園女子短期大学教授を経て、1995年4月からは母校・東京経済大学コミュニケーション学部教授を務め、2002年3月に退職。
NHK在職時には宮田輝に認められ、宮田の葬儀では生前の宮田から指名をされて司会をしている。
夏休みを取ったことがないほどの“仕事人間”でもあった。
2003年11月27日、肝不全のため死去。70歳没。亡き後も、NHKで以前放送されていた相川の収録ナレーションの紀行番組（『あの人あの芸』、『日本百名山』等）が深夜に時折放送されている。

## 出演番組
- 趣味の30分
- 趣味とあなたと
- ゲーム ホントにホント?
- お国自慢にしひがし
- 夜の指定席 民謡をあなたに
- 民謡とともに
- NHK教養セミナー 日本語再発見
- わたしの教育談議
- にっぽん列島朝いちばん[1]
- サテライトスペシャル
- ふれあいラジオセンター[1]
- ひるの散歩道[1]
- 妻と夫の実年時代
- あなたのチャンネル
- NNNニュースプラス1
- 日本百名山
- あの人とふたたび

## 著書
- 『おはよう心が元気です』青英舎、1985年12月3日。
- 『ユーモア話術 : 人をひきつける話し上手の本』〈ムックの本〉、ロングセラーズ、1986年2月10日。
- 『相川浩の話し方実戦ゼミナール』泰光堂、1986年3月25日。
- 『話し度胸はこうしてつける : 勇気と自信が湧いてくる本』〈ムックの本〉、ロングセラーズ、1986年6月10日。
- 『仲間づくり入門 : かけがえのない"財産"ができる本』〈ムックの本〉、ロングセラーズ、1987年7月15日。